# Nazionale maschile di cricket dell'Austria
La nazionale di cricket dell'Austria è la selezione nazionale che rappresenta l'Austria nel gioco del cricket.

## Storia

### Le origini
Il cricket, inizialmente praticato dai giardinieri inglesi, dagli artigiani e dal personale espatriato delle banche che operavano a Vienna alla fine del XIX secolo, periodo in cui fu fondato il Vienna Cricket and Football Club, scomparve successivamente in Austria. La sua pratica riprese solo durante la Seconda Guerra Mondiale, quando le truppe di occupazione britanniche lo giocarono a scopo ricreativo.
L'era moderna del cricket in Austria ebbe inizio nel maggio del 1975, quando l'australiano Kerry Tattersall introdusse il gioco ai suoi studenti presso la Vienna Handelsakademie (Accademia commerciale), dove insegnava inglese, e fondò il Vienna Cricket Club. I primi avversari furono rappresentati dai club delle Nazioni Unite (United Nations CC) e dei servizi diplomatici (Five Continents CC), che sono ancora attivi e operativi fino ai giorni nostri.
La nazionale austriaca di cricket fece il suo debutto internazionale nel 1990, partecipando alla European Cricketer Cup a Guernsey. Da allora, la squadra ha preso parte regolarmente ai tornei organizzati dall'European Cricket Council, solitamente nelle divisioni inferiori, e ha spesso disputato serie bilaterali contro altre squadre europee.
Il cricket in Austria è principalmente concentrato a Vienna, dove undici dei 18 club membri hanno la loro sede. Il CC Velden '91, fondato nel 1991, è il club non viennese più antico

### Status T20
Nell'aprile 2018, l'ICC ha deciso di concedere lo status completo di Twenty20 International (T20I) a tutti i suoi membri. Pertanto, tutte le partite Twenty20 giocate tra l'Austria e gli altri membri dell'ICC dal 1º gennaio 2019 hanno lo status T20I.
L'Austria ha disputato la sua prima partita T20I il 29 agosto 2019 contro la Romania, durante la Coppa Continentale 2019 in Romania, subendo una sconfitta con un margine di 31 runs. Successivamente la squadra austriaca ha vinto il torneo, sconfiggendo la Repubblica Ceca in finale.
Nel 2022, l'Austria ha partecipato per la prima volta alle qualificazioni per la Coppa del Mondo T20, prendendo parte alla fase sub-regionale dal 24 al 31 luglio, dove è stata inserita nel Gruppo B. L'Austria, inserita nel secondo girone preliminare insieme a Guernsey, Lussemburgo, Bulgaria e Slovenia, ha vinto tutte le partite, qualificandosi così per la finale. Il 31 luglio, nella finale sub-regionale, la squadra austriaca ha sconfitto la Norvegia con un margine di 9 wickets (metodo DSL), guadagnandosi la qualificazione per la fase regionale.
Nella finale regionale disputata nel luglio del 2023, l'Austria ha perso tutte e 5 le partite, con l'incontro contro l'Italia abbandonato a causa della pioggia, terminando all'ultimo posto. Il torneo ha rappresentato anche l'opportunità per l'Austria di affrontare per la prima volta una nazione con status di full member, l'Irlanda.
Nel 2024, durante le qualificazioni per la Coppa del Mondo T20 2026, l'Austria partecipa dal 9 al 16 nel gruppo A, che si tiene in Italia, venendo inserita nel gironcino con Romania, Portogallo, Ungheria ed Israele. La nazionale austriaca terminò al secondo posto il girone preliminare, perdendo la partita decisiva contro la Romania, venendo eliminata dal torneo e non avanzando alle finali regionali.
Dal 3 al 5 febbraio 2025 la nazionale austriaca gioca un torneo Tri-Nation allo Marsa Sports Club di Marsa, a Malta. L'Austria arriva seconda, dietro l'Ungheria (a causa di un NRR peggiore) battendo per due volte i padroni di casa e una volta la nazionale magiara. Dal 17 al 18 maggio l'Austria ospita a Graz la nazionale slovena, vincendo tutte le partite di una serie di 4 partite T20I mentre dal 30 maggio all'1° giugno ospita la Svizzera, vincendo anche in questo caso la serie di 4 partite T20I per 3-1. Lo stesso anno, l'Austria partecipa alla Coppa dell'Europa Centrale, vincendo entrambe le partite contro la Repubblica Ceca e vincendone solo una contro la Norvegia, terminando al primo posto a pari punti con gli scandinavi, ma con un NRR migliore. Dal 26 al 29 giugno dello stesso anno gli austriaci prendono parte alla Continental Cup, giocata nel Distretto di Ilfov, in Romania, concludendo al secondo posto in girone, ma qualificandosi comunque in finale, vinta di 47 runs contro la nazionale maltese.

## Albo d'oro

### Campionati europei

#### T20
| Anno   | Pos.            | GP              | W               | L               | T               | NR              |
| ------ | --------------- | --------------- | --------------- | --------------- | --------------- | --------------- |
| 1996   | Non qualificato | Non qualificato | Non qualificato | Non qualificato | Non qualificato | Non qualificato |
| 1998   | Non qualificato | Non qualificato | Non qualificato | Non qualificato | Non qualificato | Non qualificato |
| 2000   | Non qualificato | Non qualificato | Non qualificato | Non qualificato | Non qualificato | Non qualificato |
| 2002   | Non qualificato | Non qualificato | Non qualificato | Non qualificato | Non qualificato | Non qualificato |
| 2004   | Non qualificato | Non qualificato | Non qualificato | Non qualificato | Non qualificato | Non qualificato |
| 2006   | Non qualificato | Non qualificato | Non qualificato | Non qualificato | Non qualificato | Non qualificato |
| 2008   | Non qualificato | Non qualificato | Non qualificato | Non qualificato | Non qualificato | Non qualificato |
| 2011   | 8/12            | 6               | 3               | 3               | 0               | 0               |
| 2013   | 6/12            | 6               | 2               | 4               | 0               | 0               |
| 2015   | Non qualificato | Non qualificato | Non qualificato | Non qualificato | Non qualificato | Non qualificato |
| Totale | Totale          | 12              | 5               | 7               | 0               | 0               |

#### T10 ECN
| Anno   | Round           | Pos.            | GP              | W               | L               | T               | NR              |
| ------ | --------------- | --------------- | --------------- | --------------- | --------------- | --------------- | --------------- |
| 2021   | Fase a gironi   | 5/6             | 5               | 2               | 3               | 0               | 0               |
| 2022   | Non qualificato | Non qualificato | Non qualificato | Non qualificato | Non qualificato | Non qualificato | Non qualificato |
| 2023   | Non qualificato | Non qualificato | Non qualificato | Non qualificato | Non qualificato | Non qualificato | Non qualificato |
| 2024   | Non qualificato | Non qualificato | Non qualificato | Non qualificato | Non qualificato | Non qualificato | Non qualificato |
| Totale | Totale          | Totale          | 19              | 5               | 13              | 0               | 1               |

## Statistiche
Partite internazionali – Austria
Aggiornato al 26 luglio 2025.
| Record                  |    |    |    |   |      |
| Format                  | M  | W  | L  | T | D/NR |
| Twenty20 Internationals | 71 | 46 | 24 | 0 | 2    |

### T20
Aggiornato al 26 luglio 2025 
| Nazionale            | P               | W               | L               | T               | NR              |
| vs Full Members      | vs Full Members | vs Full Members | vs Full Members | vs Full Members | vs Full Members |
| -------------------- | --------------- | --------------- | --------------- | --------------- | --------------- |
| Irlanda              | 1               | 0               | 1               | 0               | 0               |
| vs Associate Members |                 |                 |                 |                 |                 |
| Belgio               | 8               | 4               | 4               | 0               | 0               |
| Bulgaria             | 1               | 1               | 0               | 0               | 0               |
| Danimarca            | 1               | 0               | 1               | 0               | 0               |
| Francia              | 1               | 1               | 0               | 0               | 0               |
| Germania             | 6               | 1               | 5               | 0               | 0               |
| Guernsey             | 1               | 1               | 0               | 0               | 0               |
| Isola di Man         | 3               | 0               | 2               | 0               | 1               |
| Israele              | 1               | 1               | 0               | 0               | 0               |
| Jersey               | 1               | 0               | 1               | 0               | 0               |
| Lussemburgo          | 7               | 6               | 1               | 0               | 0               |
| Malta                | 3               | 3               | 0               | 0               | 0               |
| Norvegia             | 3               | 2               | 1               | 0               | 0               |
| Portogallo           | 1               | 1               | 0               | 0               | 0               |
| Rep. Ceca            | 8               | 7               | 1               | 0               | 0               |
| Romania              | 4               | 1               | 3               | 0               | 0               |
| Scozia               | 1               | 0               | 1               | 0               | 0               |
| Slovenia             | 5               | 5               | 0               | 0               | 0               |
| Svezia               | 2               | 2               | 0               | 0               | 0               |
| Svizzera             | 4               | 2               | 2               | 0               | 0               |
| Turchia              | 1               | 1               | 0               | 0               | 0               |
| Ungheria             | 8               | 5               | 2               | 0               | 1               |
| Totale               | 71              | 46              | 24              | 0               | 2               |